# Flughafen Turin

i7
i11
i13
Der Flughafen Turin (ital. Aeroporto di Torino-Caselle «Sandro Pertini», IATA-Code: TRN, ICAO-Code: LIMF) ist ein internationaler Flughafen in der Gemeinde Caselle Torinese, 16 Kilometer nördlich der piemontesischen Hauptstadt Turin in Norditalien.

## Geschichte
Der am 30. Juli 1953 eröffnete Verkehrsflughafen Turin-Caselle wurde auf einem ehemaligen militärischen Flugfeld errichtet. Bedeutende Modernisierungsarbeiten erfolgten anlässlich der Fußball-Weltmeisterschaft 1990 und der Olympischen Winterspiele 2006.

## Verkehrsanbindung
Der Flughafen hat einen Bahnhof, der Teil des Servizio ferroviario metropolitano di Torino ist. Mehrere Bahnlinien des SFM verbinden den Flughafen mit der Innenstadt, unter anderem mit dem Bahnhof Porta Susa, über den Anschluss an die Metropolitana di Torino besteht.
Über eine autobahnähnliche Straße ist die Innenstadt in der Regel in etwa 30 Minuten zu erreichen. Die bedeutendsten Autovermietungsfirmen sind am Flughafen vertreten. Busse verkehren nach Turin und Aosta.

## Flughafenanlagen
Der Flughafen hat eine Start- und Landebahn (18/36) mit 3300 Metern Länge und 60 Metern Breite. Östlich der Piste befinden sich Produktionsanlagen des Unternehmens Leonardo, im Westen das Passagierterminal. Benannt ist der Flughafen nach dem früheren italienischen Staatspräsidenten Alessandro Pertini.

## Verkehrszahlen
| Jahr | Fluggastaufkommen | Luftfracht (Tonnen) (mit Luftpost) | Flugbewegungen |
| ---- | ----------------- | ---------------------------------- | -------------- |
| 2019 | 3.952.158         | 3.334                              | 43.655         |
| 2018 | 4.084.923         | 4.731                              | 45.511         |
| 2017 | 4.176.556         | 5.971                              | 47.855         |
| 2016 | 3.950.908         | 6.346                              | 46.496         |
| 2015 | 3.666.424         | 6.047                              | 44.261         |
| 2014 | 3.431.986         | 7.037                              | 42.463         |
| 2013 | 3.160.287         | 9.690                              | 43.655         |
| 2012 | 3.521.847         | 10.543                             | 51.773         |
| 2011 | 3.710.485         | 8.137                              | 54.541         |
| 2010 | 3.560.169         | 8.351                              | 54.840         |
| 2009 | 3.227.258         | 6.942                              | 56.419         |
| 2008 | 3.420.833         | 11.798                             | 58.148         |
| 2007 | 3.509.253         | 13.667                             | 62.136         |
| 2006 | 3.260.974         | 12.997                             | 60.838         |
| 2005 | 3.148.807         | 13.794                             | 56.890         |
| 2004 | 3.141.888         | 15.994                             | 57.847         |
| 2003 | 2.820.448         | 18.344                             | 54.710         |
| 2002 | 2.787.091         | 16.349                             | 59.931         |
| 2001 | 2.820.762         | 17.220                             | 64.855         |
| 2000 | 2.814.850         | 20.623                             | 61.971         |

## Zwischenfälle
- Am 1. Januar 1974 geriet eine Fokker F28-1000 Fellowship der Itavia (Kennzeichen I-TIDE) beim Anflug zu tief, streifte 3,7 km südlich des Flughafens Bäume sowie ein Gebäude und stürzte in Rückenlage ab. Bei diesem CFIT (Controlled flight into terrain) wurden von den 42 Personen an Bord 38 getötet (siehe auch Aerolinee-Itavia-Flug 897).[3]
- Am 8. November 1996 verunglückte eine Antonow An-124-100 (RA-82069), die zur Flotte der Aeroflot gehörte und von Ajax betrieben wurde, auf einem Charterfrachtflug vom Militärflugplatz Tschkalowski zum Flughafen Turin. Der Flug war ein Leerflug, in Turin sollten Ferrari-Sportwagen für den Sultan von Brunei verladen werden. Kurz vor dem Aufsetzen auf der Landebahn des Zielflughafens führten die Piloten einen Fehlanflug durch. Anschließend gelang es ihnen nicht, die in niedriger Höhe fliegende Maschine hochzuziehen. Die Antonow streifte im hinter dem Flughafen gelegenen Dorf San Francesco al Campo Bäume und Hausdächer, ehe sie schließlich mit einem Wohnhaus kollidierte. Bei dem Unfall wurden zwei der 23 Insassen der Maschine getötet, außerdem starben zwei Hausbewohner (siehe auch Aeroflot-Flug 9981).[4]

## Weitere Flugplätze
Neben dem Verkehrsflughafen Caselle gibt es in Turin noch den 1916 eröffneten Flugplatz Turin-Aeritalia, der heute nur noch der Allgemeinen Luftfahrt und dem örtlichen Aeroclub dient. Der 1911 eingeweihte Flugplatz Turin-Mirafiori wurde vorwiegend als Militärflugplatz genutzt und nach dem Zweiten Weltkrieg aufgelassen. Heute befinden sich dort Forschungseinrichtungen des CNR. 1909 entstand im Norden der Stadt, beim königlichen Palast von Venaria Reale, ein Flugfeld, das noch heute militärisch genutzt wird.
Hin und wieder wird der 65 km südlich gelegene Flughafen Cuneo als weiterer Flughafen Turins bezeichnet.

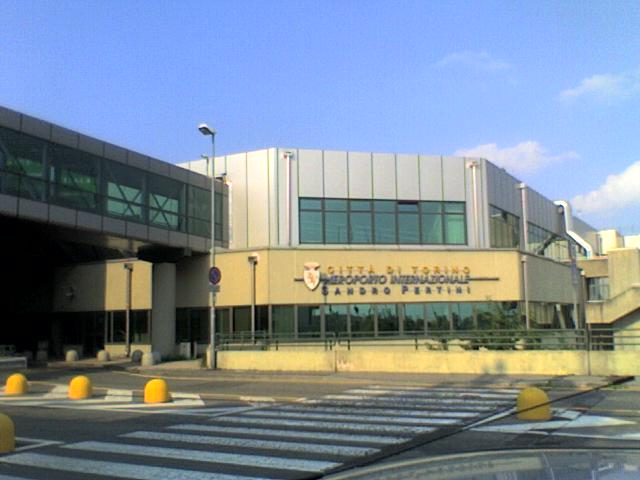
Außenansicht
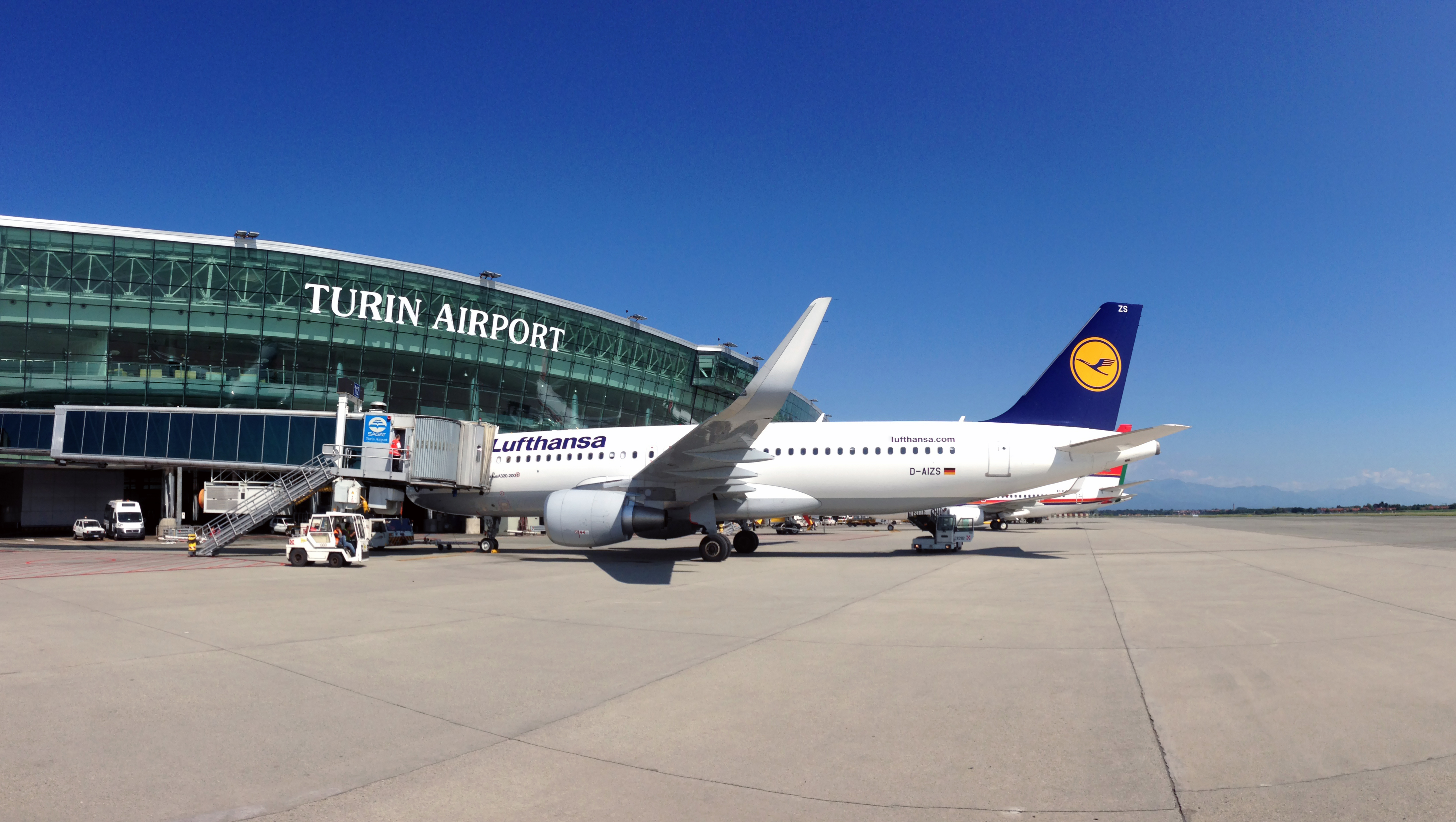
Außenansicht
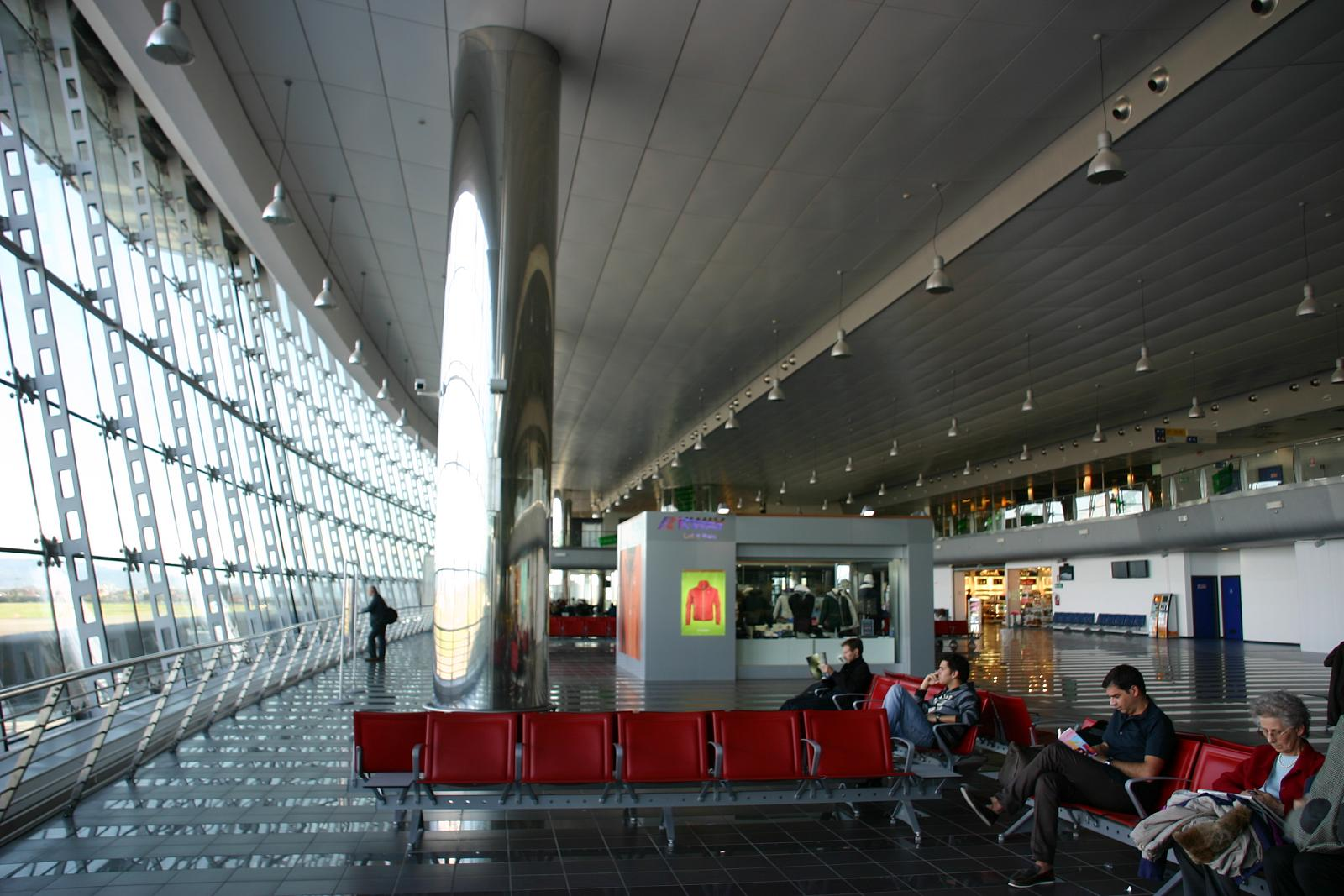
Innenansicht